# Nisse Lätt
Nils Olof Lätt ou Nisse Lätt, né le 30 décembre 1907 à Kjulaås et mort le 14 janvier 1988 à Göteborg, est une des figures majeures du mouvement libertaire suédois et militant anarcho-syndicaliste de la Sveriges Arbetares Centralorganisation (SAC).
Pendant la guerre d'Espagne, il est volontaire dans la colonne Durruti, avant d'être blessé au combat et de participer activement à une collectivité agricole libertaire en Aragon.
De retour en Suède, et jusqu'à sa mort, il est actif dans le mouvement anarchiste, notamment comme éditeur.

## Biographie
Né dans une ferme à Kjula dans le Södermanland en Suède, il est l'un des cinq enfants. À quinze ans, il rejoint la marine marchande.
Très jeune, il adhère à l'organisation anarcho-syndicaliste suédoise Sveriges Arbetares Centralorganisation (SAC, Organisation centrale des travailleurs de Suède). En juin 1930, avec Holger Carlsson (sv), il est parmi les fondateurs des Sveriges syndikalistiska ungdomsförbund (sv) (SSUF, Jeunesse syndicaliste suédoise).

### Révolution espagnole

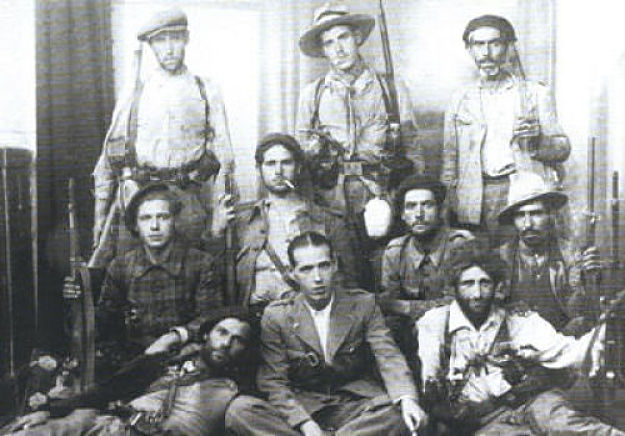
Des membres du Groupe international de la colonne Durruti.

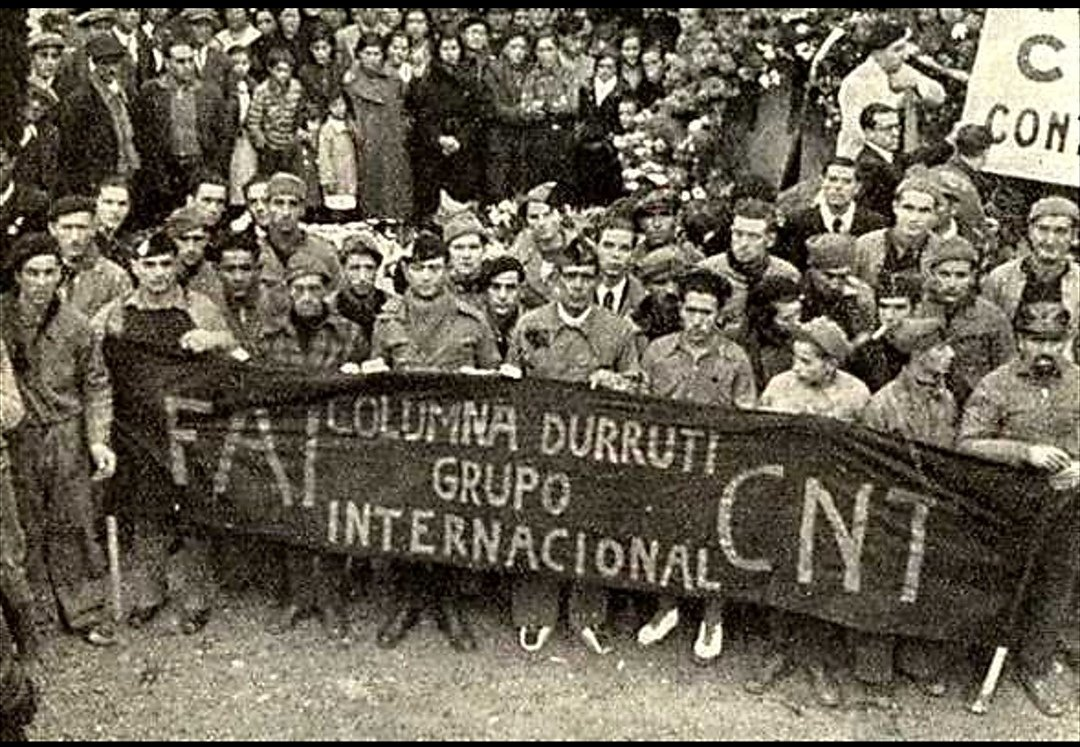
Le Groupe International de la Colonne Durruti à l’enterrement de Buenaventura Durruti (Barcelone, le 23 novembre 1936).

En 1934 au Pays basque, à Bilbao lors d'une escale, il rencontre des militants anarcho-syndicalistes de la Confédération nationale du travail (Espagne) qui parlent l'espéranto, langue qu'il étudie par la suite.
Il est en mer lors du soulèvement nationaliste des 17 et 18 juillet 1936 en Espagne, mais rejoint Paris où, le 31 décembre, il obtient un sauf-conduit du « Comité anarcho-syndicaliste pour la défense et la libération du prolétariat espagnol » pour rejoindre le « Groupe international » de la Colonne Durruti, en janvier 1937, sur le front d’Aragon.
En avril 1937, il est impliqué dans un affrontement à Santa Quiteria (Huesca). Il est blessé au front par l'explosion d'une grenade et est évacué vers un hôpital de Tarragone où il subit une ablation de l'œil gauche sans anesthésie.
Dans l'impossibilité physique de rejoindre le front, après journées de mai 1937 à Barcelone, il participe à une collectivité agricole de Fabara en Aragon.
De retour en 1938 en Suède, il rédige et publie un témoignage sur son expérience espagnole : Som milisman och kollektivbonde i Spanien (Milicien et ouvrier agricole dans une collectivité espagnole).
Jusqu'à sa retraite en 1972, il travaille dans la construction. Il reste actif au sein du SAC et contribue régulièrement à son journal Syndikalismen. Au début des années 1970, il édite la revue Brand (sv).
Entre 1972 et 1975, il traduit en suédois le livre de José Peirats Valls, La CNT en la Revolución española (Éditions Ruedo ibérico, 1971).
Après la fin du régime franquiste et la réémergence spectaculaire de la CNT, il participe aux grands rassemblements libertaires de Barcelone en 1977.
Son autobiographie posthume, En svensk anarkist berättar (Un anarchiste suédois raconte), est publiée en 1993.

## Œuvres
- (sv) Som milisman och kollektivbonde i Spanien (des miliciens et des agriculteurs dans les collectivités en Espagne), Imprimerie Federativ, Stockholm, 1938, lire en ligne.
- Milicien et ouvrier agricole dans une collectivité en Espagne : Fabara, proche de la province catalane, 1938, traduction Anita Ljungqvist, présentation de Renato Simoni et Marianne Enckell, Toulouse, Les Cahiers du Coquelicot, 2013[3], extraits en ligne, (OCLC 847555648).
- En svensk anarkist berättar : minnesbilder ur Nils Lätt liv som agitator och kämpe för de frihetliga ideerna (un anarchiste suédois raconte : mémoire de N. Lätt agitateur et combattant pour les idées libertaires), 1993.

## Notices
- Dictionnaire international des militants anarchistes : notice biographique.
- Centre International de Recherches sur l'Anarchisme (Lausanne) : notice bibliographique.
- Catalogue général des éditions et collections anarchistes francophones : notice bibliographique.
- Fédération internationale des centres d'études et de documentation libertaires : affiche.
- (en) Libcom : notice biographique.
- (ca) Estel negre : notice biographique.